# فيليبي رودريغيز (مغني)
فيليبي رودريغيز (بالإنجليزية: Felipe Rodríguez) هو مغني أمريكي، ولد في 8 مايو 1926 في كاغواس في الولايات المتحدة، وتوفي في 26 مايو 1999 في سان خوان في بورتوريكو.

## وصلات خارجية
- فيليبي رودريغيز على موقع ميوزك برينز (الإنجليزية)
- فيليبي رودريغيز على موقع ميوزك برينز (الإنجليزية)
- فيليبي رودريغيز على موقع ديسكوغز (الإنجليزية)